# TTA
True Audio (TTA) — свободный аудиокодек, осуществляющий сжатие аудиофайлов без потерь, способный работать в режиме реального времени. Кодек основан на адаптивных предсказывающих фильтрах и обладает такими же или лучшими характеристиками, как и большинство современных кодеков без потерь.

## Особенности TTA аудиокодека
- Компрессия аудио до 30 % без потерь
- Алгоритм кодирования/декодирования в режиме реального времени
- Высокая скорость работы и минимальные системные требования
- Может быть скомпилирован на большом количестве различных платформ
- Бесплатный и открытый исходный код и документация
- Аппаратная поддержка
- Простой и открытый формат данных
- Подключаемые модули для большинства популярных программ-проигрывателей
- Tau Producer — TTA-компрессор для Windows
- DirectShow-фильтры
- Набор C/C+-библиотек для разработчиков

TTA обеспечивает сжатие многоканальных 8-, 16- и 24-битных WAV-файлов без потерь. Термин «беспотерьный» означает, что звуковые данные/качество не будут потеряны при сжатии и распакованные данные не будут отличаться от оригинальных. Показатели сжатия TTA-кодека зависят от содержания сжимаемого музыкального файла, но сжатый размер в основном будет в пределах от 30 до 70 % от оригинального. Формат TTA поддерживает оба формата информационных тегов ID3v1/ID3v2 и теги APEv2.
TTA-кодек позволяет хранить до 20 звуковых компакт-дисков (CD-Audio) на одном DVD-R, с поддержкой тегов ID3 и APEv2.
Исходные коды TTA-аудиокодека без потерь и дистрибутивы проекта свободно доступны и распространяются под универсальной общедоступной лицензией LGPL.

## ПО с поддержкой ТТА
| Наименование                   | Примечание                                                              |
| ------------------------------ | ----------------------------------------------------------------------- |
| CorePlayer                     | кроссплатформенный мультимедиа-плеер, встроенная поддержка              |
| MPlayer                        | свободный мультимедиа-плеер, встроенная поддержка                       |
| K-Multimedia                   | мультимедиа-плеер, встроенная поддержка                                 |
| VLC                            | медиа плеер, встроенная поддержка                                       |
| Foobar2000                     | аудиоплеер, поддержка через плагин                                      |
| Winamp                         | аудиоплеер для Windows, поддержка через плагин                          |
| JetAudio                       | многоформатный проигрыватель аудио- и видеофайлов, встроенная поддержка |
| AIMP                           | аудиоплеер, встроенная поддержка                                        |
| DeaDBeeF                       | аудиоплеер, поддержка через плагин (расширение)                         |
| XRecode II                     | многоформатный аудиоконвертер,встроенная поддержка                      |
| Плееры с поддержкой DirectShow | например, Windows Media Player                                          |
| Плееры на движке Gstreamer     | например, amaroK                                                        |

## Устройства с поддержкой TTA
| Компания       | Модель                         |
| -------------- | ------------------------------ |
| Cowon System’s | Cowon O2 PMP                   |
| Cowon System’s | Cowon A3 PMP                   |
| Cowon System’s | Cowon V5 PMP                   |
| ICONBIT        | HD400DVD                       |
| ICONBIT        | HD400L                         |
| ICONBIT        | HD400Le                        |
| Rockbox        | Плееры, поддерживаемые Rockbox |